# John Hägglund
John Axel Hägglund, född den 27 maj 1883 i Jönköpings Kristina församling, död den 12 juli 1968 i Danderyd, Danderyds församling, var en svensk jurist och ämbetsman. 
Efter uppväxt och studentexamen i Östersund, där hans far prästen Carl Axel Hägglund var rektor vid  gymnasiet, studerade John Hägglund vid Uppsala universitet och blev filosofie kandidat 1904 och juris kandidat 1908. Efter tingstjänstgöring 1908–1911 och tjänstgöring i Svea hovrätt 1912–1913 anställdes han 1913 vid Riksgäldskontoret där han 1918 fick tjänsten som riksgäldssekreterare och stannade till pensioneringen 1948. Mellan 1935 och 1948 fungerade han som ersättare för riksgäldsdirektören och chef för riksgäldskontoret.
Hägglund hade dessutom flera uppdrag inom andra delar av den statliga förvaltningen, bland annat som sekreterare hos Riksdagens revisorer.
John Hägglund var även verksam som författare. År 1918 skrev han en bok om statsfinanserna i Danmark, Norge, Holland och Schweiz under Första världskriget. Efter pensioneringen skrev han två böcker om Kinda kanal och Strömsholms kanal.
Hägglund var aktiv inom Norrlands nation i Uppsala, där han år 1935 utsågs till hedersledamot. Han testamenterade medel till ett årligt stipendium till medlem av nationen som varit elev vid en gymnasieskola i Östersund.